# Mandāq
Mandāq (persiska: منداق, مَندَك) är en ort i Iran.   Den ligger i provinsen Zanjan, i den nordvästra delen av landet, 300 km väster om huvudstaden Teheran. Mandāq ligger 1 541 meter över havet och antalet invånare är 260.
Terrängen runt Mandāq är kuperad söderut, men norrut är den platt. Runt Mandāq är det ganska glesbefolkat, med 34 invånare per kvadratkilometer. Närmaste större samhälle är Owlī Beyk, 17,0 km sydost om Mandāq. Trakten runt Mandāq består i huvudsak av gräsmarker.